# Новодерёжкин, Ипполит Николаевич
Ипполит Николаевич Новодерёжкин (1927—1986) — советский художник кино, оформитель книг. Заслуженный художник РСФСР (1969).

## Биография
И. Н. Новодерёжкин родился 26 августа 1927 года. В 1952 году окончил художественный факультет ВГИКа и начал работать на «Мосфильме». В 1959—1964 годах преподавал на художественном факультете ВГИКа. 
Умер 23 сентября 1986 года. Похоронен на Преображенском кладбище.

## Фильмография
- 1953 — Великий воин Албании Скандербег (совместно с И. А. Шпинелем)
- 1955 — Салтанат (совместно с Е. А. Черняевым)
- 1970 — Встряска (короткометражный)
- 1972 — Самый последний день
- 1973 — Калина красная
- 1974 — Первое и второе (короткометражный)
- 1975 — Пошехонская старина (совместно с А. Н. Толкачёвым)
- 1976 — Слово для защиты
- 1978 — Целуются зори
- 1981 — Беседы при ясной луне (фильм-спектакль; совместно с Ю. Г. Угловым)

Совместно с С. П. Воронковым
- 1956 — Первые радости; Необыкновенное лето
- 1957 — Случай на шахте восемь
- 1959 — Судьба человека
- 1960 — Ровесник века
- 1961 — А если это любовь?
- 1962 — Суд
- 1963 — Оптимистическая трагедия
- 1964 — Три сестры; Непрошенная любовь
- 1966 — Андрей Рублёв (также совместно с Е. А. Черняевым)
- 1967 — Каменный гость
- 1968 — Зигзаг удачи
- 1971 — Пришёл солдат с фронта

## Оформленные издания
- Есенин С.А. Синь упавшая в реку : Поэзия. Проза [печатный текст] / Есенин, Сергей Александрович, Автор (Author); Кошечкин, Сергей Петрович, Автор предисловия и т.п. (Author of introduction, etc.); Кошечкин, Сергей Петрович, Составитель (Compiler); Новодережкин, Ипполит Николаевич, Иллюстратор (Illustrator); Ганнушкин, Евгений Александрович, Оформитель книги (Book designer); Ермолаева, Н. Н., Редактор (Editor); Фомичев, В. Т., Редактор (Editor). - Москва : Правда, 1985. - 733, [3] с.: орнаменты, ил.; 21 см.- 500 000 экземпляров

## Награды и премии
- орден «Знак Почёта» (12.04.1974)
- заслуженный художник РСФСР (1969)
- Государственная премия РСФСР имени братьев Васильевых (1973) — за фильм «Пришёл солдат с фронта» (1971)